# 洛杉磯時裝周

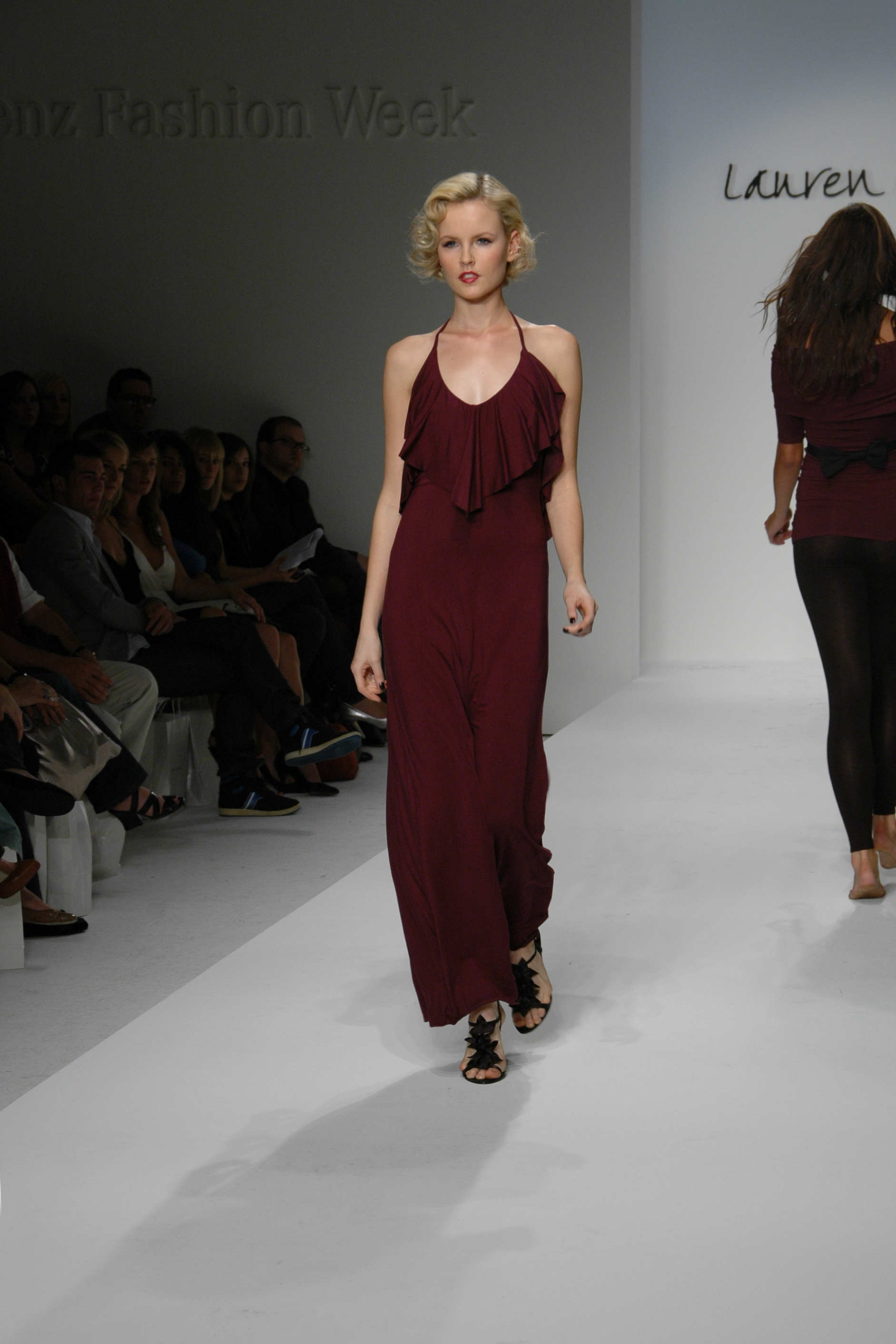
2008年11月的洛杉矶时装周

洛杉矶时装周（Los Angeles Fashion Week）每年举办两次。每年3月和10月，多个主办方在大洛杉矶地区举办活动。传统上，洛杉矶市将这两个月的第三个周末定为时装周的开始。然而，新的独立活动策划人已经开始将时装周相关活动的时间调整得更接近洛杉矶时尚市场周。

## 历史
洛杉矶时装周是作为纽约时装周的“西海岸替代品”而设立的，最初由Eleanor Lambert于1953年创立。独立制作人与设计师合作，邀请时尚记者来看南加州的时装秀。自20世纪90年代末以来，一个由洛杉矶时尚制作人、设计师、记者和营销人员组成的社区一直致力于时装周的成功。
2002年，IMG模特经纪在洛杉矶市中心的标准酒店举办了梅赛德斯-奔驰时装秀，而Smashbox工作室则在卡尔弗城举办了Smashbox洛杉矶时装周。设计师们在这两个中心场地以及夜总会、私人庄园、火车站、教堂和阁楼等独特的场外场地展示了他们的作品。2003年，IMG和Smashbox联手，选择在卡尔弗城的Smashbox工作室举办时装周，合作持续了五年。
2005年10月，现已停办的洛杉矶时尚大奖首次亮相，旨在表彰加州最优秀的时尚界人士。过去的获奖者包括教育家Rosemary Brantley、零售商Ron Herman、Fred Segal、Cameron Silver和Christos Garkinos，设计师Trina Turk、Monique Lhuillier和Max Azria，时尚创新者Nony Tochterman、Rozae Nichols和Juan Carlos Obando，记者Rose Apodaca，造型师Arianne Phillips，网络出版商DailyCandy，活动制作人Gen Art，品牌American Apparel、Volcom、J Brand、Bebe、Guess以及电视节目《天桥骄子》。该奖项由时尚行业资深人士Jennifer Uner和Mary Hill共同创立的LA Fashion Awards， LLC制作，并得到了几个有远见的赞助商和当地时尚行业非营利组织的支持。2008年9月金融市场崩溃后，赞助商支持暂停，颁奖活动于10月搁置。
2007年2月，洛杉矶市中心成立了另一个时装周场地BOXeight，由艺术家Peter Gurnz创立。2007年春天，经过仅仅六周的准备，BOXeight时装周在洛杉矶剧院举办了首场时装秀。2007年秋天，它搬到了新修复的圣维比亚纳大教堂 (Cathedral of Saint Vibiana)。2008年，它再次搬迁，这次向东搬到了BOXeight位于市中心仓库区边缘的总部，增添了其独立的街头信誉。

## 官方网站
- Los Angeles Fashion Week （页面存档备份，存于）